# Belgrano AC
Belgrano Athletic Club – argentyński klub sportowy z siedzibą w mieście Buenos Aires.

## Osiągnięcia
- Mistrz Argentyny (3): 1899, 1904, 1908
- Wicemistrz Argentyny (3): 1901, 1903, 1905

## Historia
Klub Belgrano Athletic Club założony został na skutek fuzji klubów Saint Lawrence's Football Club i Buenos Aires Railway. W 1895 roku klub uzyskał awans do pierwszej ligi – debiut w 1896 dał 4. miejsce. W dniu 17 sierpnia 1896 roku do klubu Belgrano AC dołączono klub Rosario Railway Athletic Club. Często przyjmuje się, że tego dnia powstał nowy klub na bazie starego Belgrano AC. W tym samym roku awans do ligi uzyskał zespół Belgrano B, który był drugą drużyną Belgrano AC.
W 1897 było 3. miejsce, a Begrano B zajął 6. miejsce i stracił prawo do gry w pierwszej lidze. W 1898 znów było 3. miejsce, ale w 1899 Belgrano AC świętował zdobycie pierwszego tytułu mistrza Argentyny. Następne sukcesy do dwa tytuły wicemistrza – w 1901 i 1903. W 1904 roku Belgrano AC po raz drugi został mistrzem Argentyny, a w 1905 po raz trzeci wicemistrzem. W tym samym roku awans do pierwszej ligi uzyskał drugi zespół klubu, który występował pod nazwą Belgrano Extra.
W 1906 roku Belgrano AC zagrał słabo i uplasował się na 5-6. miejscu w lidze. Jeszcze gorzej zagrała druga drużyna, czyli Belgrano Extra, która utraciła prawo do gry w pierwszej lidze. W 1908 roku klub zdobył swój trzeci i ostatni tytuł mistrza Argentyny.
Następne lata nie przyniosły sukcesów, a Belgrano AC zajmował coraz niższe pozycje w tabeli. W 1912 doszło do rozpadu mistrzostw Argentyny – istniały dwie pierwsze ligi, których rozgrywki organizowały dwie konkurencyjne federacje. Belgrano AC występował w lidze organizowanej przez Asociación Argentina de Football. W październiku 1913 klub wycofał się w trakcie mistrzostw. W 1914 było 11. miejsce, a w 1915 odległe 20. miejsce. W 1916 roku znów była jedna liga, w której Belgrano AC zajął przedostatnie 21. miejsce. Oznaczało to spadek z pierwszej ligi, który okazał się ostateczny.